# Alberto Lavoradori
Alberto Lavoradori (Venezia, 30 gennaio 1965) è un fumettista italiano.

## Carriera
Dopo aver frequentato per circa un anno lo studio del pittore e fumettista Paolo Ongaro, in quegli anni attivo come disegnatore sulle pagine di Topolino Libretto, nel 1989 Lavoradori entra nella cosiddetta "Scuola Disney" diretta da Giovan Battista Carpi. L'anno seguente avviene il suo esordio in Disney con la storia "Paperino e la gita organizzata", per i testi di Carlo Panaro, pubblicata sul mensile Paperino Mese. Nel novembre dello stesso anno debutta sulle pagine di Topolino con "Zio Paperone e i veterani del Klondike" sceneggiata da Gabriella Damianovich.
Contestualmente collabora anche con altre riviste, pubblica sulla rivista BRONX, su NICK CARTER e STURMTRUPPEN e per il mercato francese, è sulla rivista "Le Journal de Pif". Nel 1995 i progetti "Shitland" e "Robocolf", con Alessandro Gottardo. Nel 1995 Lavoradori collabora a RAVE, miniserie supereroistica scritta da Rudy Salvagnini, e illustra un racconto per la rivista di letteratura fantastica "Oltre", edita da Il Borghetto. La sua collaborazione con Disney prosegue, e nel 1995 viene coinvolto attivamente nel cosiddetto Progetto PK per il quale crea gli Evroniani e diversi personaggi del cast principale, ispirandosi soprattutto alle opere di Hans Ruedi Giger. Dopo aver disegnato il numero 0 della testata, intitolato "Evroniani", la copertina dell'albo 0/3 e la storia breve "Punto di rottura" nello speciale del 1997 "Missing", la sua presenza sulla serie PKNA e in generale sulle testate Disney si dirada.
A Rovigo, nel 1997, Lavoradori realizza una mostra personale intitolata "Corpi in avanzato stato di regressione". Del 1999 è il graphic novel "La Guerra dei Climi", mentre del 2003 è la pubblicazione, all'interno della collana "CD dello Sciacallo" a cura della rivista Sciacallo Elettronico, del racconto grafico "Gommo" di cui nel 2010 verrà realizzato un prequel sotto forma di volume cartaceo; nello stesso anno vede la luce STIRPI, edito da Cagliostro E-Press.
Nel 2015 l'artista veneto torna in Disney con la storia "Paperinik e l’indistruttibile lista", sceneggiata da Jacopo Cirillo. Del marzo 2016 è il suo ritorno nel mondo di PK con la miniserie "PK Tube" scritta da Alessandro Sisti mentre nel 2019 realizza il primo albo della nuova serie pikappica, "Un nuovo eroe", scritta da Roberto Gagnor. Per tutto il 2019 pubblica le schede mensili CelluloseBodies, legate a personaggi letterari di SF, sul portale specializzato Sci-Fi Pop Culture. Nel 2021 realizza l'opera sperimentale "Vetri", edita in tiratura limitata da Edizioni Segni d'Autore e composta da 56 schede stampate in quadricromia, che riprende il personaggio di Pleasance apparso nel 2018 sul settimanale Alias Comics. Nell'edizione del MystFest 2021, XLVIII Premio Gran Giallo Città di Cattolica, è selezionato dalla giuria tra i dieci finalisti; con un racconto ispirato sulle gesta del campione automobilistico d'inizio novecento Gastone Brilli Peri.

## Opere
- Nick Carter AA.VV. 'Il Mostro Della Laguna Nera' (1993, G. Vincent Edizioni), a.k.a. Z4, testi di Bonvi.
- Bronx AA.VV. 'Carne Virtuale' (1995, Edizioni Nuova Frontiera), a.k.a. Dell'Andrea, testi di Piersandro Pallavicini.
- Rave AA.VV. 'A Volte Ritornano' (1996, Tornado Press), testi di Rudy Salvagnini.
- Yellow Kid 'Qui comincia l'avventura...' (1997, Comic Art), testi di Lorenzo Bartoli.
- Mostri AA.VV. 'Il Mostro Della Palude' (2002, DeFalco Editore).
- Gommo Cd-Rom (2003, DeFalco Editore).
- Gommo Percloroetilene (2007, Lo Sciacallo Elettronico).
- Gommo Origine (2010, Lo Sciacallo Elettronico).
- Stirpi (2010, Cagliostro EPress).
- Alchimie Di Viaggio AA.VV. 'No Match' (2011, Edizioni Montag).
- L'Amore Delle Donne AA.VV. 'L'Ossessione' (2011, Edizioni Montag).
- Sbam Comics nr 01, AA.VV. 'Testman' (2012, Sbam! Book).
- Stirpi (2012, Sbam! Book), aggiornato e rieditato in eBook.
- Unrank (2012, Edizioni Montag).
- Inner Space AA.VV. 'Pate' (2014, Latitudine 42 + InYourFaceComix).
- Movieman (2017, Weird Book), illustrazioni di Giorgio Finamore.
- Spacenoir (2017, Edizioni Di), disegni di Mauro Cicarè.
- Pleasence (2018 - 2019, Alias Comics, settimanale allegato a Il Manifesto).
- Dry Sound (2018, Edizioni Di).
- CelluloseBodies (2019, Sci-Fi Pop Culture).
- Vetri (2021, Edizioni Segni d'Autore).
- Orti (2022, Edizioni Segni d'Autore).
- Fumetti Di Menare AA.VV. 'Load, Nest, Momy, Slop, Tail' (2023, Latitudine 42 + InYourFaceComix).
- Disgelo (2023, Edizioni Segni d'Autore).
- Mr Loop (2023, Latitudine 42 + Vitamin-InYourFaceComix), disegni di Mauro Cicarè.
- Tramonto (2024, Edizioni Segni d'Autore).
- Mr Loop 'Type' AA.VV. (2024, Latitudine 42 + Vitamin-InYourFaceComix).
- Brenda Cowgirl di Stefano Zattera (2025, Barta Edizioni), cameo di Alberto Lavoradori.
- Mr Loop 'Marmor Lunensis' AA.VV. (2025, Latitudine 42 + Vitamin-InYourFaceComix).
- Cenere (2025, Edizioni Segni d'Autore).

## Riconoscimenti
- Premio Laymon 2017 per il volume American Food[10].